# Maiabuffonella madrecilla
Maiabuffonella madrecilla är en mossdjursart som först beskrevs av Gordon 1989.  Maiabuffonella madrecilla ingår i släktet Maiabuffonella och familjen Buffonellodidae. Inga underarter finns listade i Catalogue of Life.